# Kenny De Ketele
Kenny De Ketele (Oudenaarde, 5 de junio de 1985) es un deportista belga que compitió en ciclismo en las modalidades de pista, especialista en las pruebas de puntuación y madison, y ruta.
Ganó ocho medallas en el Campeonato Mundial de Ciclismo en Pista entre los años 2012 y 2021, y diez medallas en el Campeonato Europeo de Ciclismo en Pista entre los años 2008 y 2021.
Participó en tres Juegos Olímpicos de Verano, entre los años 2008 y 2020, ocupando el cuarto lugar en Pekín 2008 y el cuarto en Tokio 2020, en la prueba de madison.
A finales de 2021 se retiró de la competición, después de ser profesional desde 2010 con el equipo Flanders-Baloise. Pero siguió ligado a su equipo, ya que desde 2022 ocupa el puesto de asistente de director deportivo.

## Medallero internacional
| Campeonato Mundial | Campeonato Mundial       | Campeonato Mundial | Campeonato Mundial |
| Año                | Lugar                    | Medalla            | Competición        |
| ------------------ | ------------------------ | ------------------ | ------------------ |
| 2012               | Melbourne (Australia)    | Medalla de oro     | Madison            |
| 2012               | Melbourne (Australia)    | Medalla de bronce  | Puntuación         |
| 2016               | Londres (Reino Unido)    | Medalla de bronce  | Puntuación         |
| 2017               | Hong Kong (China)        | Medalla de plata   | Puntuación         |
| 2017               | Hong Kong (China)        | Medalla de bronce  | Madison            |
| 2019               | Pruszków (Polonia)       | Medalla de bronce  | Madison            |
| 2021               | Roubaix (Francia)        | Medalla de plata   | Puntuación         |
| 2021               | Roubaix (Francia)        | Medalla de bronce  | Madison            |
| Campeonato Europeo |                          |                    |                    |
| Año                | Lugar                    | Medalla            | Competición        |
| 2008               | Alkmaar (Países Bajos)   | Medalla de oro     | Madison            |
| 2010               | Pruszków (Polonia)       | Medalla de plata   | Madison            |
| 2011               | Apeldoorn (Países Bajos) | Medalla de oro     | Madison            |
| 2013               | Apeldoorn (Países Bajos) | Medalla de bronce  | Madison            |
| 2014               | Baie-Mahault (Francia)   | Medalla de plata   | Madison            |
| 2016               | Saint-Quentin (Francia)  | Medalla de plata   | Puntuación         |
| 2016               | Saint-Quentin (Francia)  | Medalla de bronce  | Madison            |
| 2018               | Glasgow (Reino Unido)    | Medalla de oro     | Madison            |
| 2018               | Glasgow (Reino Unido)    | Medalla de plata   | Puntuación         |
| 2021               | Grenchen (Suiza)         | Medalla de plata   | Madison            |

1. ↑  Campeonato Europeo realizado sólo para la disciplina de madison.

## Palmarés

### Pista
2004
- Campeonato de Bélgica en persecución
- Campeonato de Bélgica en 1 km
- Campeonato de Europa de Madison sub-23 (con Iljo Keisse)

2005
- Campeonato de Bélgica en madison (con Steve Schets)
- 2.º Campeonato de Europa de Madison sub-23 (con Steve Schets)

2006
- Campeonato de Bélgica en 1 km
- Campeonato de Europa de Madison sub-23 (con Steve Schets)

2007
- Campeonato de Bélgica en persecución por equipos (con Steve Schets, Ingmar De Poortere y Tim Mertens)
- Campeonato de Bélgica en puntuación
- Campeonato de Bélgica en derny
- Campeonato de Europa de Puntuación sub-23
- 3.º Campeonato de Europa de Persecución por equipos sub-23 (con Jonathan Dufrasne, Tim Mertens y Dominique Cornu)

2008
- Campeonato de Europa de Madison (con Iljo Keisse)
- Campeonato de Bélgica en derny
- Campeonato de Bélgica en madison (con Iljo Keisse)
- Campeonato de Bélgica en 1 km
- Campeonato de Bélgica en omium
- Campeonato de Bélgica en persecución por equipos (con Ingmar De Poortere, Tim Mertens y Dominique Cornu)
- Copa del Mundo de Los Ángeles (EE. UU.) en Madison (con Tim Mertens)

2009
- Campeonato de Europa de Derny
- Campeonato de Bélgica en derny
- Campeonato de Bélgica en persecución
- Campeonato de Bélgica en madison (con Iljo Keisse)
- 6 días de Hasselt (con Bruno Ricci)

2010
- 2.º en el Campeonato Europeo Madison (haciendo pareja con Tim Mertens)
- Campeonato de Bélgica en persecución por equipos (con Steve Schets, Ingmar De Poortere y Jonathan Dufrasne)
- Copa del Mundo de Mánchester (Reino Undo) en Madison (con Tim Mertens)

2011
- Campeonato Europeo en madison (con Iljo Keisse)
- Seis días de Gante (con Robert Bartko)

2012
- Campeonato Mundial Madison (haciendo pareja con Gijs Van Hoecke)
- 3.º en el Campeonato Mundial de puntuación
- Campeonato de Bélgica en madison (con Tim Mertens)
- Seis días de Grenoble (con Iljo Keisse)
- Seis días de Zürich (con Peter Schep)

2013
- 3.º en el Campeonato Europeo Madison (haciendo pareja con Gijs Van Hoecke)
- Seis días de Ámsterdam (con Gijs Van Hoecke)

2014
- 2.º en el Campeonato Europeo Madison (haciendo pareja con Otto Vergaerde)
- Seis días de Berlín (con Andreas Müller)
- Seis días de Gante (con Jasper De Buyst)

2015
- Campeonato Europeo de Derny
- Seis días de Londres (con Moreno De Pauw)
- Campeonato de Bélgica en madison (con Jasper De Buyst)

2016
- 3.º en el Campeonato del Mundo Carrera por puntos 40 km
- 2.º en el Campeonato Europeo en Carrera por puntos 40 km
- 3.º en el Campeonato Europeo Madison (con Moreno De Pauw)
- Seis días de Ámsterdam (con Moreno De Pauw)
- Seis días de Berlín (con Moreno De Pauw)
- Seis días de Londres (con Moreno De Pauw)
- Seis días de Bremen (con Christian Grassmann)

2017
- 2.º en el Campeonato del Mundo Carrera por puntos 40 km
- 3.º en el Campeonato del Mundo Madison (con Moreno De Pauw)
- Copa del Mundo de Alpeldoorn (Holanda) en Madison (con Robbe Ghys)
- Campeonato de Bélgica en madison (con Moreno De Pauw)
- Seis días de Ámsterdam (con Moreno De Pauw)
- Seis días de Mallorca (con Moreno De Pauw)
- Seis días de Gante (con Moreno De Pauw)

2018
- Copa del Mundo de Milton (Canadá) en Madison (con Robbe Ghys)
- Campeonato Europeo Madison (con Robbe Ghys)
- 2.º en el Campeonato Europeo Carrera por puntos 40 km
- Campeonato de Bélgica en madison (con Moreno De Pauw)
- Seis días de Róterdam (con Moreno De Pauw)
- Seis días de Bremen (con Theo Reinhardt)
- Seis días de Copenhague (con Michael Mørkøv)

2019
- 3.º en el Campeonato del Mundo Madison (con Robbe Ghys)
- Seis días de Copenhague (con Moreno De Pauw)
- Seis días de Hong Kong (con Yoeri Havik)
- Campeonato de Bélgica en puntuación
- Seis días de Gante (con Robbe Ghys)

2020
- Seis días de Bremen (con Nils Politt)

2021
- Seis días de Gante (con Robbe Ghys)